# СК Таврия (Симферопол)
СК „Таврия“ (Симферопол) (на украински: Спортивний клуб „Таврія“ Сімферопол) е украински футболен клуб от град Симферопол, полуостров Крим, който играе в Украинската Втора лига. Те са най-успешният отбор на полуострова и шампиони на първото издание на лигата (1992), като са част от 3-те клуба печелили някога тази награда.
След присъединяването на Крим от Руската федерация, клубът е принуден да прекрати съществуването си като украински клуб. Част от служителите и футболистите решават да се включат към Руски футболен съюз, като създават ФК ТСК Симферопол.
През юни 2015 г. Футболната федерация на Украйна обявява, че ще възстанови клуба и че новият му дом ще бъде град Херсон. На 29 август 2016 г. клубът е включен към група 2 на Украинската аматьорска лига 2016/17. Обновеният клуб е със седалище в Берислав, Херсонска област.

## История
Клубът е основан през 1958 г. под името Аванхард Симферопол и е основан на основата на бившия кримски шампион „Буревестник Симферопол“. През 1963 г. Аванхард променя името си на Таврия. Таврия изиграва първия си мач в шампионата на СССР срещу базирания в Ярослав клуб „Химик“.

### Украйна
След падането на Съветския съюз се формира украинската Висша лига. Таврия е един от основателите, и в крайна сметка става първият украински шампион през 1992 г. под ръководството на родения в Симферопол Анатолий Заяев, побеждавайки Динамо Киев, най-успешният клуб на Украйна във финала, който се провежда в Лвов. След като спечелват правото да участват през 1992/93 в Шампионската лига, Таврия са отстранени в първия кръг от швейцарския клуб ФК Сион. Руският „Спорт-експрес“ публикува статия (№3 (43), 25 януари 2000 г., стр. 9), в която се посочва, че украинските шампиони от Таврия са заплашени от Футболната федерация на Украйна да се състезават в Купата на ОНД през 1993 г.
Таврия е един от петте клуба, които до 2014 г. са участвали във всеки сезон на Украинската Висша лига. Най-доброто им представяне в Украинската купа е през 2010 г., когато побеждават Металург Донецк във финала. Те преди това достигат до финала през 1994 г., когато губят от Черноморец Одеса след дузпи.

### Русия
След присъединяването на Крим от Русия, Таврия иска разрешение от УЕФА и ФИФА да се прехвърли към руската лига през следващия сезон. Клубът кандидатства за руски лиценз и променя името си на ФК ТСК Симферопол. Играе в Кримската Премиер лига.

### Възстановяване в Украйна
На 18 юни 2015 г. изпълнителната комисия на Федерацията на Украйна гласува в полза на възстановяването на клуба, който сега се намира в Херсон (най-големият украински град, граничещ с Крим). Сергей Куницин, бившият президент на Таврия, както и бивш министър-председател на Крим, е натоварен с проекта.
През август 2016 г. новата версия на клуба кандидатства за участие през сезон 2016/17 в украинската аматьорска лига. Първоначално, те не се включват в дивизията. Въпреки това, Таврия е включен в група 2 на аматьорската лига 2016/17 на 29 август. Възстановеният клуб вече е базиран в град Берислав в Херсонска област.
През ноември 2016 г. клубът кандидатства за получаване на професионален статут през следващия сезон.

## Срещи с български отбори
„Таврия“ се е срещал с български отбори в приятелски срещи.

### „Лудогорец“
С „Лудогорец“ се е срещал в приятелски мач. Той е бил на 13 февруари 2012 г. в Турция като срещата завършва 4-2 за „Лудогорец“ .